# Microsoft-per
A Microsoft-per az Európai Uniónak az amerikai székhelyű Microsoft ellen indított eljárása volt. Az eljárást az Európai Bizottság kezdeményezte, mivel a Microsoft megsértette az uniós versenyjogi szabályozást és visszaélt domináns piaci pozíciójával. Az eljárás eredetileg a szintén amerikai Novell cég panaszával indult 1993-ban, és 2004-ben született meg az első ítélet, amely nagy összegű bírság megfizetésére, illetve bizonyos információk kiadására kötelezte a Microsoftot.

## Az eljárás kezdete
1993-ban az amerikai Novell Inc. informatikai cég panaszt tett az Európai Bizottságnál a szintén amerikai Microsoft Corp. szoftvervállalat ellen, amelyben azt tisztességtelen licencelési eljárásokkal vádolta. A panasz lényege volt, hogy a Microsoft a partnerei által eladott minden egyes személyi számítógép után licencdíjat követelt akkor is, hogy ha az nem tartalmazott Microsoft Windows operációs rendszert. 1994-ben a felek megegyezést kötöttek és a Microsoft változtatott egyes licencelési eljárásain.
1998-ban a szintén amerikai Sun Microsystems informatikai cég is panaszt tett a Microsoft ellen, amelyben a Windows NT szerver operációs rendszer alkalmazásprogramozási felületeire, illetve azok dokumentálatlanságára panaszkodott. Az Európai Bizottság rákövetkező eljárásában már azt is vizsgálta, hogy a Microsoft hogyan integrálta a "streaming media" szolgáltatásokat operációs rendszereibe.

## Első döntés
2003-ban, a Microsoft által folyamatosan elkövetett versenyjogi visszaélésekre hivatkozva az Európai Bizottság döntést hozott, amelyben kötelezte a vállalatot, hogy a Windows operációs rendszer olyan változatát tegye elérhetővé Európában, amelybe nem integrálták a Windows Media Player alkalmazást. Ezen felül kötelezte a Microsoftot, hogy hozzon nyilvánosságra olyan információkat, amelyek megkönnyítik az asztali és a szerver számítógépekre szánt operációs rendszereire való programfejlesztést.
2004-ben az Európai Bizottság 497 millió euró bírságot szabott ki a Microsoft ellen, mivel az nem tett eleget az előző döntésben kiszabott követelményeknek, illetve kötelezte a Microsoftot, hogy 120 napon belül hozzon nyilvánosságra információkat a szerver operációs rendszereiről, illetve 90 napon belül készítse el a Windows asztali operációs rendszer Windows Media Player nélküli változatát.
A következő hónapban a Microsoft megjelentetett egy közleményt, amelyben éles hangon bírálták a döntést.

„A Bizottság olyan új jogszabályt akar alkotni, amelynek káros hatása lesz a szerzői jogokra, illetve a domináns cégek innovációs képességeire nézve.”

Ennek ellenére a vállalat 2004 júliusában teljes összegben kifizette a kiszabott bírságot.
2004 novemberében Neelie Kroes az újonnan megalakult Barroso-bizottságban a versenyjogért felelős biztos. Kroes kinevezése után rögtön nagy érdeklődést tanúsított az ügy iránt, és kijelentette, hogy személy szerint jobban kedveli a nyílt szabványokat és a nyílt forráskódot a zárt (angol kifejezéssel "proprietary") licencekkel szemben:

„"A Bizottságnak is részt kell ebben venni...nem szabad csak egy szállítótól függenie, nem szabad zárt szabványokat elfogadnia és el kell utasítania, hogy egy beszállító egy adott technológiához láncolja - amely veszélybe sorolná a birtokában lévő információ feletti ellenőrzést."”

## További eljárások
A Microsoft végül kifejlesztette a Windows operációs rendszer változatát, amely kompatibilis a Bizottság elvárásaival, ez Európában a "Windows XP N" néven elérhető A szerverekkel kapcsolatos döntésre válaszul az eredeti határidő utolsó napján nyilvánosságra hozta a Windows Server 2003 SP1 forráskódját (de nem az alkalmazásprogramozási felületek dokumentációját) az általa létrehozott "Munkacsoportszerver Protokoll Program" (Work Group Server Protocol Program, WSPP) tagjainak.
A Microsoft emellett 2004-ben fellebbezést nyújtott be az eredeti döntés ellen az Európai Bírósághoz. A rákövetkező uniós meghallgatáson Kroes a következő nyilatkozatot tette:

„A Microsoft azt állítja, hogy a döntésben foglalt kötelezettségei nem világosak, vagy ezek a kötelezettségek időközben megváltoztak. Én nem tudom elfogadni ezt a nézőpontot - a Microsoft kötelezettségeit a 2004-es döntés világosan előírja és azok változatlanul érvényben vannak. A 2005 novemberében kinevezett, a végrehajtást felügyelő biztos, akit a Microsoft által ajánlott személyek közül választottak ki, szintén úgy vélekedik, hogy a döntés világosan meghatározza a Microsoft kötelezettségeit. El kell mondanom, hogy nehezen tudom elképzelni, hogy egy olyan vállalat, mint a Microsoft, nem tudná hogyan kell protokollokat dokumentálni ahhoz, hogy biztosítsa az interoperabilitást.”

A Microsoft 2006 júniusában azt állította, hogy átadott a Bizottságnak minden kért információt, de a Bizottság szerint ezt túl későn kapták meg. Ezért 2006. július 12-én a Bizottság további 280,5 millió eurós bírságot szabott ki a Microsoft ellen (1,5 millió eurót naponta a 2005. december 16. és 2006. június 20. közötti időszakra). Emellett azzal fenyegetőzött a Bizottság, hogy 2006. július 31-től napi 3 millió euróra emeli a bírság összegét, ha addig a Microsoft nem tesz maradéktalanul eleget a kötelezettségeinek.
2007-ben a Microsoftnak a Bizottság 2004-es döntése ellen beadott fellebbezését elutasította az Európai Bíróság (illetve az ügyben eljáró Elsőfokú Bíróság): a szeptember 17-én hozott döntésben jóváhagyta mind a bírságot, mind a Windows Media Player leválasztását az operációs rendszerről. A döntés értelmében a Microsoftnak ki kellett fizetni a Bizottság jogi költségeinek 80%-át, míg a Bizottságnak meg kellett téríteni a Microsoft jogi költségeinek 20%-át. Azt azonban elutasította a bíróság, hogy a Bizottság által kinevezett biztosnak korlátlan hozzáférése legyen belső vállalati dokumentumokhoz. Október 22-én a Microsoft bejelentette, hogy elfogadja az ítéletet és nem fog tovább fellebbezni.
A Microsoft ezután közzétette, hogy a korábbi 5,95% helyett csak a bevétel 0,4%-át fogja kérni szabadalmi díjként, és csakis kereskedelmi forgalomban kapható szoftverek fejlesztőitől, a nyílt forráskódú szoftvereket fejlesztő magánszemélyektől nem szedi ezt be. Az interoperabilitással kapcsolatos információkat pedig egyszeri 10000 dolláros díj ellenében elérhetővé tette.
A fentiek ellenére a Bizottság 2008. február 27-én újabb rekordösszegű, 899 millió eurós bírságot szabott ki a Microsoft ellen, mivel véleménye szerint továbbra sem tett eleget a 2004-es döntésben foglalt kötelezettségeknek, amely az Európai Közösségek történetében a legnagyobb ilyen jellegű bírság volt. 2008. május 9-én a Microsoft fellebbezést nyújtott be a Bizottság döntése ellen az Európai Bírósághoz és a bírság eltörlését kérte.

## A legújabb vizsgálatok
2008 májusában a Bizottság bejelentette, hogy vizsgálatot indított a Microsoft Office irodai alkalmazáscsomagban használt OpenDocument dokumentumformátummal kapcsolatban.
2009 januárjában a Bizottság vizsgálatot indított a Windows operációs rendszerekkel együtt szállított Internet Explorer böngésző ügyében, mivel álláspontja szerint "a Microsoft károsan befolyásolja a böngészők közötti versenyt azzal, hogy a Windows operációs rendszert az Internet Explorerhez köti és végeredményben a fogyasztók választási lehetőségeit csökkenti." Válaszul a Microsoft bejelentette, hogy nem fogja az Internet Explorer 7 verzióját szállítani az Európának szánt Windows 7 E operációs rendszerrel.
2009. december 16-án a Bizottság hozzájárult ahhoz, hogy az új operációs rendszert több böngészővel együtt szállítsa a Microsoft, a felhasználók részére pedig egy ún. szavazódobozt biztosít, amelyben a rendszer telepítése után kiválaszthatja a használni kívánt böngészőt egy véletlenszerűen összeállított listáról. A felhasználók 12 böngésző közül választhatnak (ld. webböngészők listája):
Avant (webböngésző),
Google Chrome,
Mozilla Firefox,
Flock,
GreenBrowser,
Internet Explorer,
K-Meleon,
Maxthon,
Opera,
Safari,
Sleipnir és
Slim. Ezeket a böngészőket a browserchoice.eu oldalról lehet letölteni.

## Fordítás
- Ez a szócikk részben vagy egészben  az   European Union Microsoft competition case című angol Wikipédia-szócikk ezen változatának fordításán alapul.  Az eredeti cikk szerkesztőit annak laptörténete sorolja fel. Ez a jelzés csupán a megfogalmazás eredetét és a szerzői jogokat jelzi, nem szolgál a cikkben szereplő információk forrásmegjelöléseként.